# Franciska Clausen
Pour les articles homonymes, voir Clausen (homonymie).
Franciska Clausen, née le 7 janvier 1899 à Aabenraa où elle est morte le 5 mars 1986, est une peintre danoise. 

## Biographie
Élève de l'École des beaux-arts de Weimar (1916-1917), de l'Académie des femmes de Munich (1918-1919), de l'Académie royale des beaux-arts du Danemark (1920-1921) et de Hans Hofmann (1921-1922), elle prend aussi des cours particuliers auprès de László Moholy-Nagy (septembre-décembre 1922) et d'Alexander Archipenko (1923) à Berlin et de Fernand Léger à Paris (1924-1925). 
Elle se fait connaître par ses peintures cubistes et expose en 1927 et 1928 au Salon des indépendants. 
En 1933, elle devient professeur à la Tegne- og Kunstindustriskolen for Kvinder de Copenhague.

## Œuvres
- Autoportrait, 1918,
- Model. Study, 1925,
- Sommerfuglen, 1926,
- The Screw, 1926-1928,
- The bar, 1927,
- Stående kvinde foran paravent, 1928[2].